# Gerd Zacher
Gerd Zacher né le 6 juillet 1929 à Meppen (Allemagne), et mort le 9 juin 2014 à Essen, est un organiste allemand.

## Carrière
Il fait des études musicales avec Michael Schneider, Kurt Thomas, Hans Heintze, Günther Bialas, à la Musikhochschule de Hambourg avec Theodor Kaufmann (piano, composition musicale). Il suit les cours de Messiaen à Darmstadt. Il est nommé organiste à l'église évangélique allemande de Santiago du Chili et débute comme chef d'orchestre. De retour en Allemagne, il est organiste de l'église luthérienne de Hamburg-Wellingsbüttel (1957-1970), puis à l'Immanuelkirche à Wuppertal. Il dirige l'institut de musique d'église à la Hochschule d'Essen.
Il participe activement aux journées pro musica de Brême. Il crée Intersection 3 de Morton Feldman (1953), Vagas animula de Giuseppe Englert (1969), Variations III (1963) et Organ²/ASLSP (1987)
de John Cage. Il compose des pièces pour orgue en utilisant la technique sérielle. Il a écrit de nombreux articles et ouvrages de musicologie.

## Sources
- Alain Pâris Dictionnaire des interprètes, Bouquins/Laffont (1989), p. 898